# بابوية أفينيون

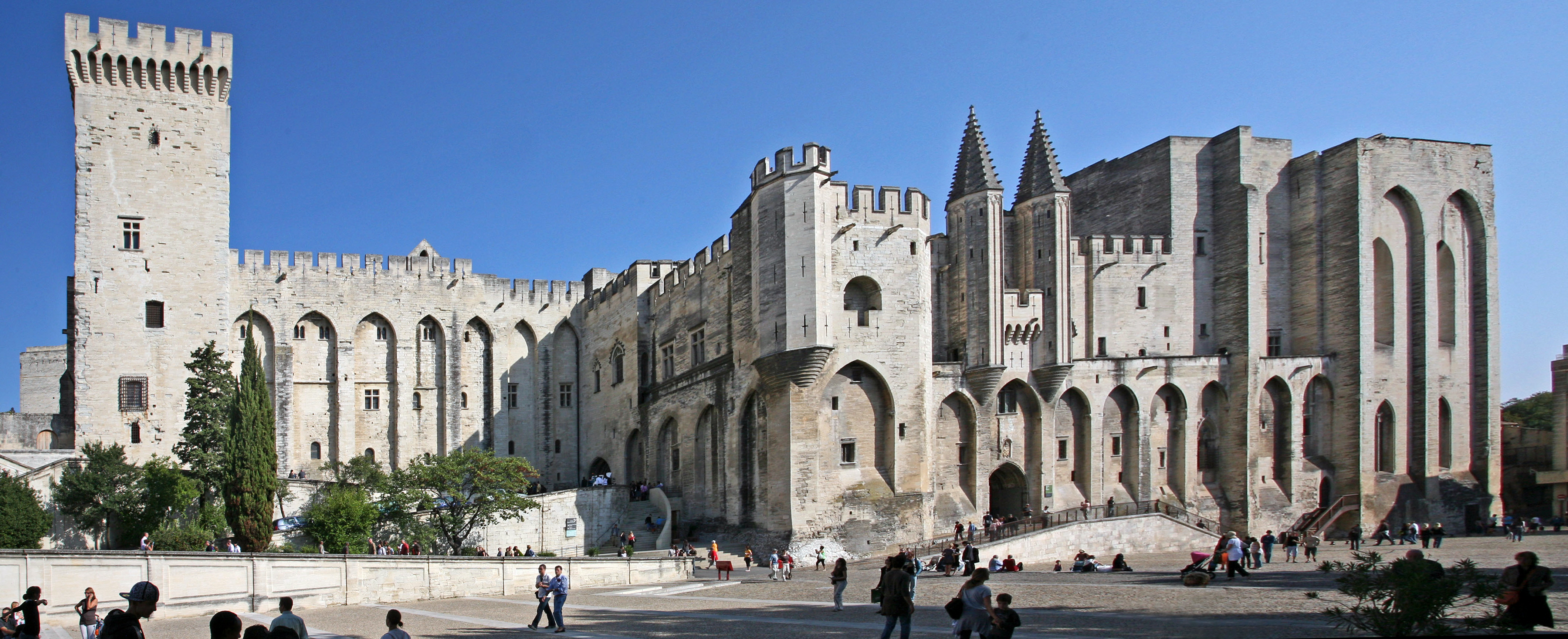
القصر البابوي في أفنيون.

بابوية أفينيون هي الفترة بين عامي 1309-1376 والتي أقام فيها سبعة من البابوات في أفينيون في فرنسا الحالية. يعود ذلك إلى الصراع بين البابوية والتاج الفرنسي.
بدءًا من العام 1305 وحتى عام 1417 اتخذ قسم من البابوات أفنيغون في جنوب فرنسا مقرًا لهم في حين ظل القسم الآخر في روما، وتعترف الكنيسة الكاثوليكية اليوم بشرعية كلا البابوين خلال تلك الفترة، بيد أن بابوات روما كانوا فعليًا تحت سيطرة الأباطرة الرومانيين، ما أدى إلى إضعاف موقعهم. كذلك الحال بالنسبة للولايات البابوية، فعلى الرغم من أن الكيان لم يتم احتلاله وإتباعه للإمبراطورية الرومانية المقدسة، إلا أنّه قد أصبح بحكم الأمر الواقع تابعًا لها. تزامن ذلك مع انتشار الفقر والفوضى واستبداد حكم الإقطاع المحلي. شهدت تلك الفترة عدة محاولات لتحسين الأوضاع، غير أنها عمومًا كانت ذات أثر محدود. أبرز المحاولات الإصلاحية صدور المدونة القانونية أو دستور الخاص بالولايات البابوية (باللاتينية: Sanctæ Constitutiones Matris Ecclesiæ) عام 1357، وظل العمل بهذا الدستور ساريًا حتى استبداله العام 1816. وبالتالي تكون الفاتيكان من أوائل دول العالم التي وضعت دستور منظم لحياتها السياسية والاجتماعية.
حاول بعض بابوات أفنيغون العودة إلى روما، منهم البابا أوربان الخامس عام 1367 لكن عملية إعادة الوحدة لم تكن قد نضجت بعد، فاضطر البابا إلى العودة إلى فرنسا عام 1370 واستقر مجددًا في أفنيغون التي كانت قد أعلنت جزءًا من الولايات البابوية، وقد ظلت تابعة لها حتى بعد عودة البابا إلى روما، ولم تعد لحكم الدولة الفرنسية إلا في أعقاب الثورة الفرنسية عام 1789.
بدءًا من عام 1378 تعددت محاولات السيطرة على الكرسي البابوي بين الأباطرة والطامعين في الحصول على الكرسي الرسولي، يطلق على هذه الفترة من تاريخ الفاتيكان عمومًا اسم «الجدل الكبير» الذي حُلّ أخيرًا عام 1417، من خلال مجمع كونستانس والذي انتخب في أعقابه البابا مارتن الخامس حبرًا للكنيسة الكاثوليكية جمعاء، منهيًا بذلك حوالي قرن من الانشقاق.

## نظرة عامة
تُعرف بابوية أفينيون أيضًا باسم الأسر البابلي، هي فترة تمتد منذ عام 1309 وحتى عام 1376، استقر خلالها 7 بابوات متعاقبين في أفينيون (التي كانت وقتها ضمن مملكة أرل، جزء من الإمبراطورية الرومانية المقدسة، وتوجد الآن في فرنسا) بدلًا من روما. برز الوضع السابق جراء الصراع الذي نشب بين البابوية والتاج الفرنسي، والذي أدى إلى وفاة البابا بونيفاس الثامن بعد اعتقاله وإساءه معاملته بأمر من الملك الفرنسي فيليب الرابع. عقب موت البابا بنيديكت الحادي عشر، أجبر فيليب مجلس الكرادلة المتوقف على انتخاب كليمنت الخامس الفرنسي بابا للكنيسة الكاثوليكية عام 1305. رفض كليمنت الانتقال إلى روما، ونقل بلاطه في عام 1309 إلى مجلس الكرادلة البابوي في أفينون، وبقي الوضع كذلك لـ 67 عامًا. يُشار أحيانًا إلى غياب البابا عن روما بـ «الأسر البابلي للبابوية».
توالى 7 بابوات على أفينون، وكانوا جميعهم فرنسيين، وكلهم خاضعين لهيمنة التاج الفرنسي. في عام 1376، ترك غريغوري الحادي عشر أفينون ونقل بلاطه إلى روما (وصل إليها في السابع عشر من شهر يناير عام 1337). لكن عقب موت غريغوري عام 1378، أدى تدهور العلاقات بين خليفته أوربان السادس وفصيل من الكرادلة إلى نشوء ما عُرف بالانشقاق الغربي. أدى الانشقاق إلى بدء سلسلة جديدة من حكم بابوات أفينيون، والذين اعتُبروا لاحقًا غير شرعيين. خسر آخر بابا آفينيوني، وهو البابا بنيديكت الثالث عشر، معظم الدعم في عام 1398، حتى من طرف فرنسا، والتي قامت بعد 5 سنوات بمحاصرته، فهرب إلى بيربينيا عام 1403. انتهى الانشقاق عام 1417 أثناء عقد مجمع كونستانس، بعدما حكم بابوان خلافاً للبابوية الكنسية في روما.

## بابوات أفينيون
يعترف علماء التأريخ الكاثوليك بشرعية هؤلاء البابوات من بين البابوات الذين استقروا في أفينيون:
- البابا كليمنت الخامس: 1305–1314 (انتقل إلى أفينيون في التاسع من شهر مارس عام 1309)
- البابا جون الحادي والعشرين: 1316–1334
- البابا بنيديكت الثاني عشر: 1334–1342
- البابا كليمنت السادس: 1342–1352
- البابا إينوسنت السادس: 1352–1362
- البابا أوربان الخامس: 1362–1370 (استقر في روما منذ عام 1367 وحتى 1370، ثم عاد إلى أفينيون في عام 1370)
- البابا غريغوري الحادي عشر: 1370–1378 (غادر أفينيون ليعود إلى روما في 13 سبتمبر عام 1376)

أما البابوان المزيفان المقيمان في أفينيون فهما:
- كليمنت السابع: 1378–1394
- بنيديكت الثالث عشر: 1394–1423 (طُرد من أفينيون عام 1403)
- خلف بنيديكت الثالث عشر 3 بابوات مزيفين، كان أتباعهم قلة قليلة، ولم يستقروا في أفينيون:
- كليمنت السابع: 1423–1429 (اعترف به تاج أرغون، لكنه خُلع عن منصبه)
- بنيديكت الرابع عشر (برنارد غارنيه): 1424–1429 أو 1430
- بنيديكت الرابع عشر (جان كارييه): 1430؟–1437

يُشار إلى الفترة الواقعة بين عامي 1378 و1417، عندما ادعت أطراف متخاصمة أحقيتها بمنصب البابا، بفترة «الانشقاق الغربي» أو «الخصام الأكبر بين البابوات المزيفين» من طرف بعض العلماء الكاثوليك و«الانشقاق الأكبر الثاني» من طرف الكثير من العلماء والمؤرخين البروتستانت. اختلفت الفصائل ضمن الكنيسة الكاثوليكية في ولائها تجاه الأطراف المتخاصمة والتي طالبت بمنصب البابا. وضع مجمع كونستانس في نهاية المطاف حلًا لتلك الخصومة عام 1417 عندما انتُخب البابا مارتن الخامس وقُبل من طرف الجميع.
بقيت أفينيون ومجلس الكرادلة الصغير في الشرق (كومتا فينيسيان) جزءًا من الدولة البابوية حتى عام 1791، عندها –وبضغط من الثوار الفرنسيين– ضُمت إلى مملكة فرنسا الثورية التي لم تدم سوى فترة قصيرة (1791–92)، ثم أُلغيت مقابل تأسيس الجمهورية الفرنسية الأولى في العام التالي.